# A.K.A.
A.K.A. (аббревиатура расшифровывается как Also Known As (с англ. — «Также известная, как») — восьмой студийный альбом американской певицы и актрисы Дженнифер Лопес, выпущенный 13 июня 2014 года на лейбле Capitol Records. Лопес начала работать над альбомом в феврале 2013 года, после окончания своего первого мирового тура «Dance Again World Tour». Первоначально, альбом планировалось выпустить в ноябре 2013 года, однако, Лопес перенесла дату его выхода на 2014 год. Выбирая названия альбома между Same Girl и A.K.A., Лопес выбрала последнее.
Изначально, исполнительный продюсер альбома RedOne, вместе с остальными продюсерами, сообщал, что в песнях будут сочетаться несколько жанров, в которых выдержаны предыдущие альбомы Лопес: урбан-поп, данс-поп и латин. Однако, Кори Руни и Бенни Медина, с которыми она сотрудничала в течение длительного времени, и позже выступившие исполнительными продюсерами альбома, разнообразили его звучание поп- и R&B-музыкой. В начале 2014 года Лопес выпустила треки «Girls» и «Same Girl», выдержанные в стиле урбан. Помимо рэпера и друга Лопес Pitbull, который часто сотрудничает с ней, в коллаборациях также принимали участие French Montana, T.I., Игги Азалия, Рик Росс, Nas, Джек Мизрахи и Tyga.
После выпуска A.K.A. получил смешанные отзывы от музыкальных критиков, которые говорили о неблагоприятном смешивании стилей в альбоме, хотя некоторые песни выделили для похвалы. В чартах альбом не достиг особого успеха, попав в топ-40 чартов Ирландии и Великобритании, тем самым став студийным альбомом Лопес, который не добился особого успеха. Альбому предшествовал выход синглов «I Luh Ya Papi» и «First Love». Оба сингла потерпели неудачу в чартах.

## Синглы
5 марта 2014 года Лопес представила трек под названием «I Luh Ya Papi», записанный при участии French Montana, и ставший первым синглом в поддержку альбома. Также были записаны две версии песни при участии Big Sean и Tyga, соответственно. Лопес сняла клип на песню в Майами. Режиссёром ролика является Джесси Терреро. Песня получила положительные отзывы критиков. Несмотря на то, что критики сочли название композиции «смехотворным», они назвали её позитивным летним хитом. Также критики высоко оценили «броский» и запоминающийся припев. Несмотря на положительные отзывы, композицию ожидал умеренный успех в чартах: она добралась до 77 строчки в американском чарте Billboard Hot 100 и 78 в канадском Canadian Hot 100.
1 мая 2014 года Лопес выпустила второй сингл из альбома «First Love». Многие критики дали ей положительную оценку. Они похвалили её за то, что она навевает чувство ностальгии, и назвали её «приятной „сладкой“ поп-песней». Видеоклип на эту песню, снятый Энтони Мадлером, был выполнен в чёрно-белом стиле. Его премьера состоялась 29 мая 2014 года. Клип снимался в пустыне Мохаве. Главную мужскую роль в клипе сыграл модель Дэвид Ганди, который также снялся в откровенных сценах с Лопес. «First Love» дебютировала под номером 87 в чарте Billboard Hot 100. В чарте Pop Songs она добралась до 22 места, в UK Singles Chart до 63 позиции, в Irish Singles Chart — до 79 строчки.
Третий сингл из альбома «Booty», записанный совместно с рэпером Pitbull стал доступен для цифровой загрузки 23 сентября 2014 года. В официальном ремиксе на эту песню вместо Pitbull приняла участие рэперша Игги Азалия. На неделе, начавшийся 24 сентября 2014 года, композиция дебютировала под номером 18 в чарте Billboard Hot 100, став вторым синглом в карьере Лопес, дебютировавшим с высокой позиции. Он уступил лишь синглу «On the Floor», который дебютировал с девятого места в 2011 году. «Booty» также стал единственным синглом из альбома, который достиг высокой позиции в Hot 100, а также лучшим синглом Лопес в чартах после сингла «Dance Again», который достиг 17 строчки.

## Отзывы критиков
| Совокупная оценка    | Совокупная оценка |
| Источник             | Оценка            |
| -------------------- | ----------------- |
| Metacritic           | 45/100            |
| Оценки критиков      |                   |
| Источник             | Оценка            |
| AllMusic             | [ 15 ]            |
| Billboard            | [ 7 ]             |
| Entertainment Weekly | D                 |
| The Guardian         | [ 17 ]            |
| New York Daily News  | [ 8 ]             |
| The Observer         | [ 1 ]             |
| Rolling Stone        | [ 5 ]             |
| Slant                | [ 4 ]             |
| Spin                 | 5/10              |
| USA Today            | [ 19 ]            |

A.K.A. получил смешанные отзывы критиков. На сайте-агрегаторе Metacritic альбом получил оценку 45 баллов из 100, основанную на десяти рецензиях, что означает «смешанные или средние отзывы критиков».

## Коммерческий успех
В американском чарте Billboard 200 альбом дебютировал под номером восемь. Его продажи в первую неделю составили 33.000 копии, что является самым низким показателем по сравнению с предыдущими студийными альбомами Лопес. В Великобритании A.K.A добрался только до 41 строчки, и стал наименее удачным альбомом Лопес в чартах за всю её карьеру на сегодняшний день. В этой стране продажи альбома в первую неделю составили 2.060 копий, что делает его менее успешным по сравнению с такими альбомами Лопес, как Love?, который дебютировал на шестой позиции с продажами 15 931 копии в 2011 году, и сборником Dance Again… the Hits, дебютировавшим на четвёртой позиции с продажами 9 213 копий в 2012 году. В Нидерландах он дебютировал под номером 39, что также является низким показателем для Лопес в этой стране. В Швейцарии A.K.A. дебютировал на 15-м месте, и стал первым альбомом Лопес, не попавшим в топ-10 чарта.
Говоря о низких продажах альбома, Джейсон Липсхат отметил, что Лопес «попала в ловушку современного мира». Он посчитал, что «продажи альбома в 33.000 копий переломным моментом для 45-летней суперзвезды. Лопес была права, когда говорила, что ей больше нечего доказывать, но её музыка должна развиваться наряду со всей остальной частью её творческой карьеры». Журналист, однако, отметил, что изобилие таких баллад в альбоме, как «Let It Be Me», может пойти на пользу её карьере, которая в настоящее время топчится на месте: «Такие песни, как „Let It Be Me“ являются доказательством того, что если Лопес найдёт нужных продюсеров, то она сможет сделать из скучного и однообразного материала замечательный альбом баллад. На протяжении всей своей карьеры, она работала в основном в жанре танцевальной музыки. Однако, в балладах A.K.A есть тонкий намёк на заброшенный Лопес музыкальный стиль, который можно встретить в её предыдущих альбомов, и который она променяла на танцевальные композиции в быстром темпе. Возможно, пришло время выдвинуть баллады на первый план».

## Список композиций
| №   | Название                                   | Автор(ы) | Продюсеры(ы)                       | Длительность |
| --- | ------------------------------------------ | --- | ---------------------------------- | ------------ |
| 1.  | «A.K.A.» (featuring T.I.)                  | Leon "Roccstar" Youngblood, Steven Franks, Terence Coles, Trevion Stokes, Mark Pitts, Kristina Marie Stephens, Clifford Joseph Harris, Jr., Jennifer Lopez | Youngblood, Franks                 | 3:48         |
| 2.  | «First Love»                               | Max Martin, Savan Kotecha, Ilya Salmanzadeh | Martin, Ilya, Peter Carlsson       | 3:35         |
| 3.  | «Never Satisfied»                          | Alejandro Salazar, Ilsey Juber, Lopez | A. Chal, Cory Rooney, Trevor Muzzy | 3:13         |
| 4.  | «I Luh Ya Papi» (featuring French Montana) | Noel "Detail" Fisher, Andre Proctor, Karim Kharbouch, Lopez                                                                                                | Fisher, Rooney                     | 3:27         |
| 5.  | «Acting Like That» (featuring Iggy Azalea) | Youngblood, Yoni "Soundtrack" Ayal, Coles, James "JDoe" Smith, Pitts, K. Stephens, Amelia Amethyst Kelly, Lopez                                            | Youngblood, Ayal, Rooney, Muzzy    | 3:17         |
| 6.  | «Emotions»                                 | Chris Brown, Chantal Kreviazuk, Shama Joseph, Rooney, Lopez                                                                                                | Sham, Rooney                       | 4:13         |
| 7.  | «So Good»                                  | Youngblood, Ayal, Taylor Parks, Yacoub Kasawa, Pitts, K. Stephens, Lopez                                                                                   | Youngblood, Ayal                   | 3:45         |
| 8.  | «Let It Be Me»                             | Harmony Samuels, Kirby Lauryen, Lopez | Samuels, Rooney                    | 3:46         |
| 9.  | «Worry No More» (featuring Rick Ross)      | Fisher, Jake Troth, William Leonard Roberts II, Lopez | Fisher                             | 3:49         |
| 10. | «Booty» (featuring Pitbull)                | Rooney, Lopez, Benny Medina, Brown, Asia Bryant, Armando Pèrez, Thomas Wesley Pentz, Lewis D. Gittus, Tedra Renee Wilson, Danny Omerhodic                  | Rooney, Lopez, Medina              | 3:23         |

| №   | Название                               | Автор(ы) | Продюсеры(ы)                            | Длительность |
| --- | -------------------------------------- | --- | --------------------------------------- | ------------ |
| 11. | «Tens» (featuring Jack Mizrahi)        | Jovan JR Taylor, Antwan "Amadeus" Thompson, Charles "Chizzy" Stephens, Lopez                                        | Taylor, Thompson, C. Stephens, Rooney   | 3:55         |
| 12. | «Troubeaux» (featuring Nas)            | Andrew Wansel, Warren Felder, Steve Mostyn, Tiyon Mack, Ursula Yancy, Nasir Jones, Lopez, Marty Balin, Paul Kantner | PopWansel, Oakwud, TheAceFace69, Rooney | 4:05         |
| 13. | «Expertease (Ready Set Go)»            | Felder, Mostyn, Sia Furler, Lopez                                                                                   | Oakwud, TheAceFace69, RedOne, Rooney    | 4:04         |
| 14. | «Same Girl» (featuring French Montana) | Brown, Thompson, C. Stephens, Ryan "Ryghtous" Tedder, Lopez                                                         | Thompson, Tedder, C. Stephens, Rooney   | 4:06         |

| №   | Название                 | Автор(ы)                                                       | Продюсеры(ы)                      | Длительность |
| --- | ------------------------ | -------------------------------------------------------------- | --------------------------------- | ------------ |
| 15. | «Charades»               | Youngblood, Qura Rankin, Tina Davis, K. Stephens, Pitts, Lopez | Youngblood, Rankin, Rooney, Muzzy | 2:52         |
| 16. | «Girls» (featuring Tyga) | Dijon McFarlane, Bryant, Michael Stevenson, Lopez              | DJ Mustard, Rooney, Muzzy, Bryant | 4:39         |

## Чарты
| Chart (2014)                           | Высшая позиция |
| -------------------------------------- | -------------- |
| Австралия (ARIA)                       | 24             |
| Австрия (Ö3 Austria)                   | 40             |
| Бельгия/Фландрия (Ultratop)            | 38             |
| Бельгия/Валлония (Ultratop)            | 21             |
| Канада (Canadian Albums Chart)         | 12             |
| Croatian Albums (Toplista)             | 12             |
| Нидерланды (Album Top 100)             | 39             |
| Германия (Media Control)               | 24             |
| Greek Albums (IFPI Greece)             | 4              |
| Ирландия (IRMA)                        | 51             |
| Italian Albums (FIMI)                  | 13             |
| Япония (Oricon)                        | 38             |
| Республика Корея (Circle)              | 58             |
| Russian Albums (NFPP)                  | 4              |
| Испания (PROMUSICAE)                   | 14             |
| Швейцария (Schweizer Hitparade)        | 15             |
| Великобритания (UK Albums Chart)       | 41             |
| Великобритания (UK R&B Albums Chart)   | 4              |
| США (Billboard 200)                    | 8              |
| США (Billboard Top R&B/Hip-Hop Albums) | 1              |

## История релиза
| Страна         | Дата         | Издание (-я)    | Лейбл     |
| -------------- | ------------ | --------------- | --------- |
| Германия       | 13 июня 2014 | Standard deluxe | Universal |
| Нидерланды     | 13 июня 2014 | Standard deluxe | Universal |
| Великобритания | 16 июня 2014 | Standard deluxe | Capitol   |
| Канада         | 17 июня 2014 | Standard deluxe | Universal |
| Польша         | 17 июня 2014 | Standard deluxe | Universal |
| Испания        | 17 июня 2014 | Standard deluxe | Universal |
| США            | 17 июня 2014 | Standard deluxe | Capitol   |
| Япония         | 18 июня 2014 | Standard        | Universal |
| Австралия      | 20 июня 2014 | Standard deluxe | Universal |
| Бразилия       | 20 июня 2014 | Standard        | Universal |
| Франция        | 30 июня 2014 | Standard deluxe | Universal |